# استان بنی‌عباس
استان بنی‌عباس (عربی: ولایة بنی عباس) استانی در الجزایر است که در سال ۲۰۱۹ ایجاد شد. این استان در صحرای الجزایر قرار دارد.